# Vermicelle de riz
Le vermicelle de riz est un dérivé très fin des nouilles de riz. Il ne doit pas être confondu avec les dangmyeon, nouilles translucides à base de patate douce. Ne pas confondre non plus avec le vermicelle de (haricot) mungo, parfois appelé vermicelle transparent (en réalité translucide). L'appellation vermicelle de soja pour ce dernier est incorrecte.

## Présentation et variations
Le vermicelle de riz est un ingrédient très présents dans la cuisine asiatique, où il est consommé en soupe, frits ou en salade. Il en existe plusieurs sortes, l'une des plus connues étant le Guilin mǐfěn (桂林米粉), de la ville de Guilin (sud de la Chine), très présent au petit déjeuner.
Il est de couleur blanc opaque lorsqu'il est frais ou réhydraté.
Il se consomme généralement frais, mais il existe en version industrialisée sèche et emballée, produite dans tout le Sud-Est asiatique notamment pour l'exportation. La version sèche est de couleur blanc crème.

## Plats connus

### Chine

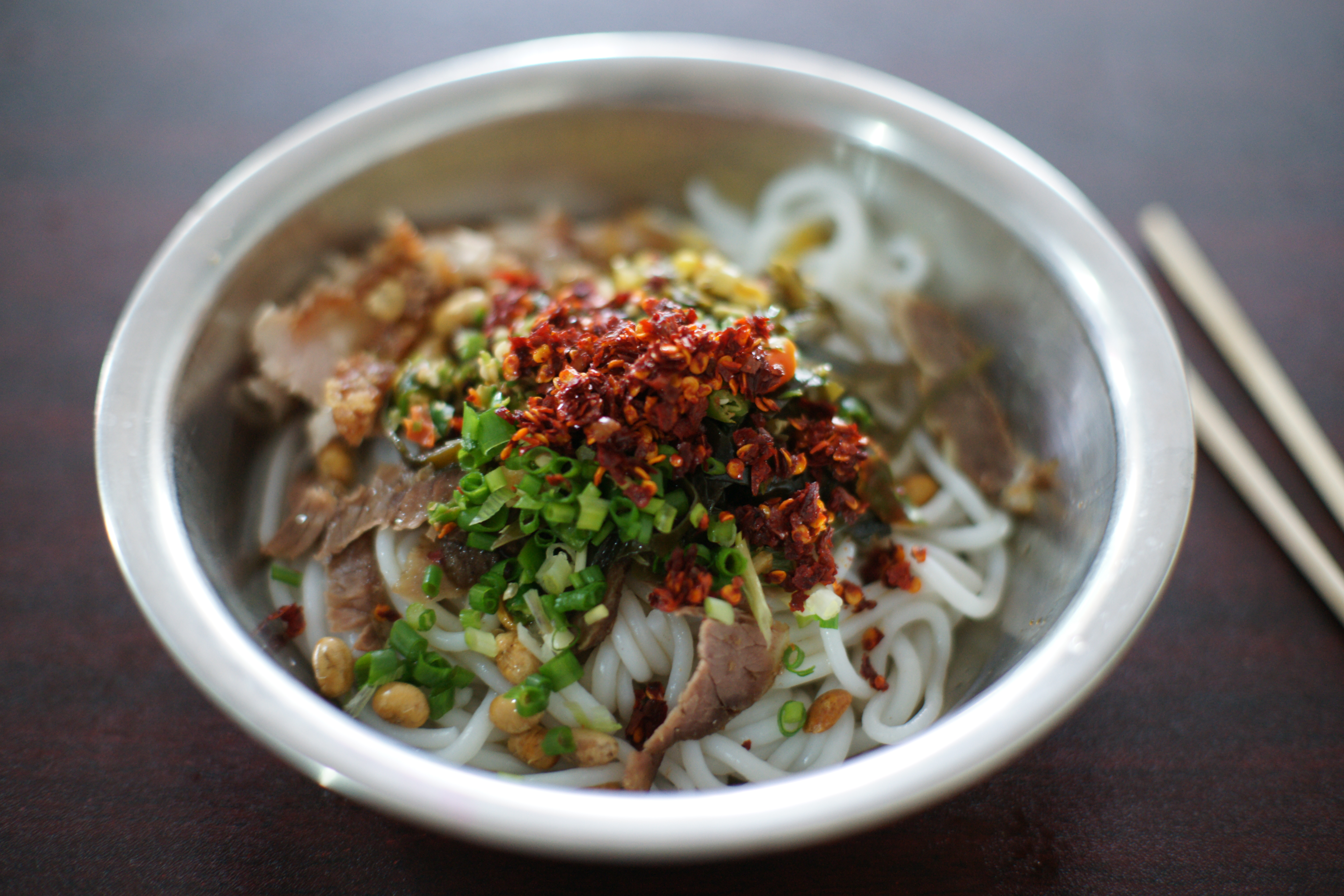
Nouilles de riz de Guilin.

- Nouilles cantonaises : un bon nombre de plats cantonais utilisent cet ingrédient (appelé 米粉, maifun, en cantonais). Les vermicelles sont plongés dans un bouillon, dans lequel sont rajoutés des boulettes de poisson, des boulettes de bœuf et/ou des morceaux de poisson.
- Dans le Fujian et la cuisine teochew, le vermicelle de riz est très utilisé en soupe, frit accompagné d'une sauce, ou juste cuit et servi accompagné d'autres ingrédients et de condiments.

### Hong Kong
- Les nouilles façon Singapour (星州炒米, xīng zhōu cháo mǐ), plat de vermicelles frits très présent à Hong Kong[2], inspiré des cuisines épicées de l'Asie du Sud-Est[3]. Cette recette est à base de vermicelles de riz, de char siu, d'œuf, de crevettes et de curry.

### Inde et Pakistan
- Le sawaeyaa, plat à base de vermicelles de riz cuits dans du lait sucré et des noix. Il est consommé à Divali, Aïd el-Fitr et lors d'autres occasions festives en Inde ainsi qu'au Bangladesh.
- Le paayasam, plat sucré du sud de l'Inde à base de vermicelles, de sagou, de sucre, d'épices, de noix et de lait.
- Le santhakai, plat présent dans les petits déjeuners du sud de l'Inde.

### Indonésie
- Le bihun goreng, plat indo-chinois, à base de vermicelles de riz frits et de sauce soja sucrée.
- Le bihun rebus ou bihun kuah, soupe de vermicelles de riz, plat également indo-chinois.
- Le lumpia, rouleau de printemps garni de vermicelles de riz et de légumes.
- Le sop oyong, soupe de luffa chinoise avec des vermicelles de riz.
- Le soto, soupe indonésienne traditionnelle qui peut inclure des vermicelles de riz, tel que le soto ayam.
- Le tekwan, soupe de boulettes de poisson présente à Sumatra du Sud, ajout de vermicelles de riz, de champignons, de jicama et de tubéreuses.

### Malaisie
En Malaisie, les vermicelles de riz sont appelés mihun, mi hoon, mee hoon, bihun ou bee hoon.
- Le bihun sup, soupe malaisienne à base d'un bouillon épicé de bœuf ou de poulet. Il contient bien sûr des vermicelles de riz et peut être accompagné de sambal kicap (piment et sauce de soja épaisse).
- Le bihun kari, curry de vermicelles de riz, de pousses de soja, de tofu frit et de sambal.
- Le bihun soto, bouillon épicé de poulet, accompagné de vermicelles et de pommes de terre.
- Le hokkien mee, plat national dont les recettes varient selon les régions, contenant des vermicelles de riz.
- Le bihun tom yam, mélangé avec du tom yam.
- Le laksa Sarawak est un mélange de sambal belacan, de tamarin, d'ail, de galanga, de citronnelle et de lait de coco, garni d'omelette, de poulet, de crevettes, de coriandre et parfois de citron vert.
- Le mi siam contient des vermicelles de riz frits.

### Singapour
- Le kerabu bee hoon, plat nyonya à base de vermicelles, mélangé avec des herbes et autres assaisonnements.
- Le hokkien mee, à Singapour, mélange de vermicelles de riz, de nouilles jaunes frites, de crevettes, de tranches de seiches et de porc.
- Le satay bee hoon, plat de vermicelles de riz servis avec une sauce saté épicée.

### Birmanie
- Le mohinga birman, plat de vermicelles de riz servis dans un curry et accompagné de poisson.
- Le mont di, plat de vermicelles dans une soupe claire de poisson, ou servis en salade avec des flocons de poisson.

### Philippines
- Pancit bihon.

### Taïwan
- Vermicelles de riz principalement frits, surtout dans la région de Hsinchu), accompagnés de porc, de crevettes séchées, de champignons et de carottes.

### Vietnam

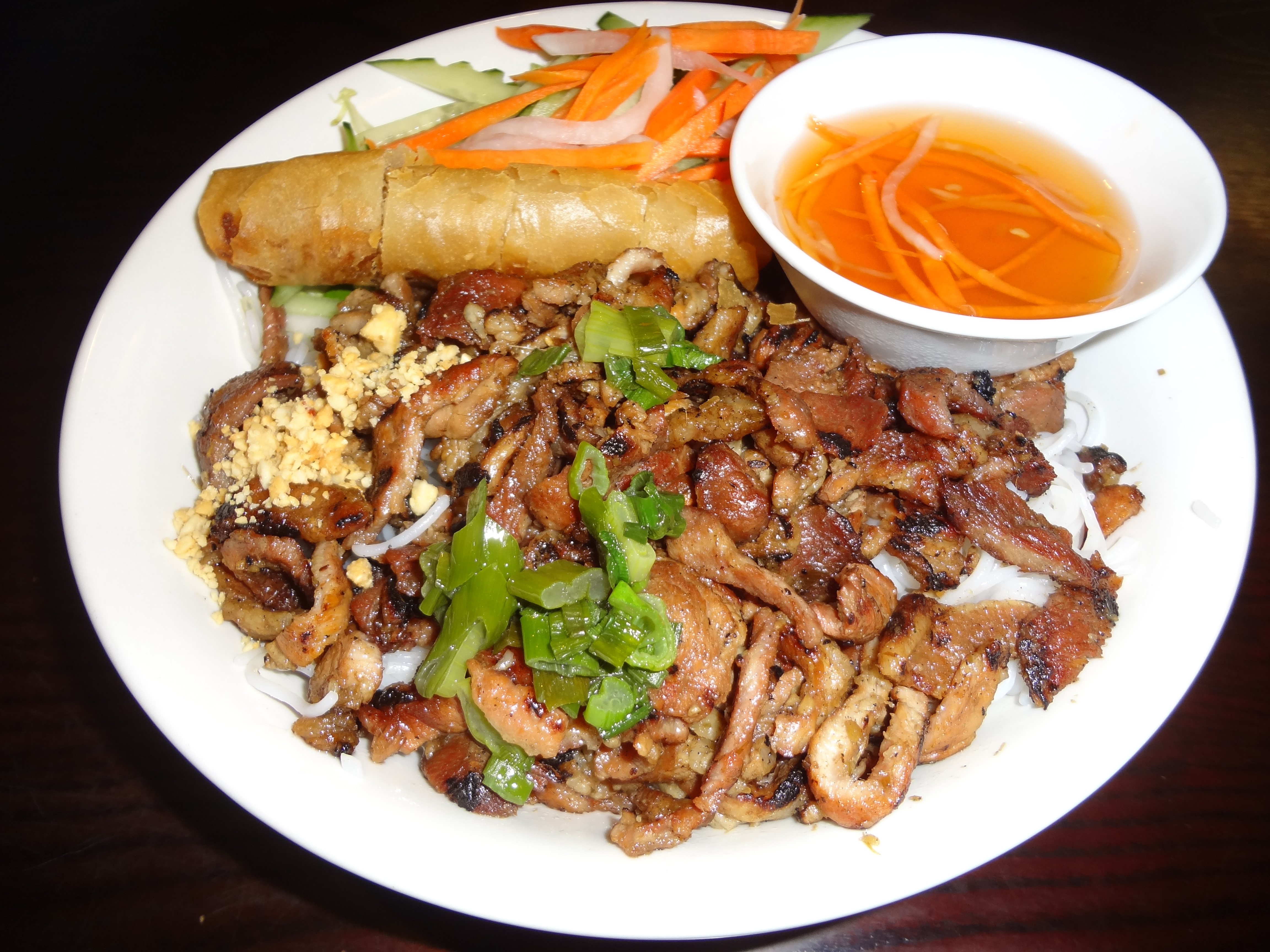
Vermicelles au porc grillé et pâté impérial (nem) Bún thịt nướng chả giò.

Au Vietnam ce mets s'appelle bún . Ici aussi c'est un ingrédient très courant. Il se mange chaud dans des soupes, ou froid dans des plats comme ci-dessous (liste non limitative).
- Bún riêu, soupe de vermicelles et de chair de crabe (en principe de rizière, donc d'eau douce). C'est une spécialité de Hanoi.
- Bún bò Huế, soupe de vermicelles et de bœuf de Hué (ne pas confondre avec le bò bún (voir ci-dessous).
- Bún thịt nướng, plat de porc grillé (souvent émincé) et de vermicelles de riz sur un lit de salade et de concombre, d'herbes et de pousses de soja. On y peut rajouter de l’œuf, des oignons et des crevettes. Il est habituellement servi avec des arachides grillées et un bol de nước chấm (nước mắm dilué). Les vermicelles et les légumes sont froids, mais la viande est chaude. En remplaçant le porc par du boeuf émincé et sauté, et servi dans un bol, on obtient le Bò bún inventé et très connu en France.
- Gỏi cuốn (rouleau de printemps), vermicelles de riz avec du porc, des crevettes et des herbes, le tout enroulé dans une galette de riz. Il se mange froid, avec ou sans sauce.
- Bánh hỏi, un dérivé constitué de vermicelles enchevêtrés et agglomérés en plaques minces.

### Maroc
- La pastilla au fruit de mer  est souvent servie lors des fêtes, juste avant le plat principal. Les vermicelles sont enroulés dans un feuilleté et il est mélangé avec du calamar, du poisson blanc et d’épices variés.